# 柯蒂斯展演中心槍擊案
柯蒂斯展演中心槍擊案，是指發生在美国中部时间2015年5月3日，於德州加蘭柯蒂斯展演中心（Curtis Culwell Center）外的一起槍擊案。當時，該中心正在展出描繪穆罕默德的漫畫作品。兩名使用突击步枪的槍手突然在展場外開槍攻擊，並封鎖展場，致使一名加蘭獨立學區的警員受傷，最終兩名槍手被SWAT擊斃，傷者在經過醫治後出院。
伊拉克和黎凡特伊斯兰国（伊斯兰国）声称对这起袭击事件负责，这是激进组织首次对发生在美国的袭击事件负责。伊斯兰国的责任主张尚未得到证实，美国官方表示，袭击者似乎是受伊黎伊斯兰国影响，但并没有受其指挥。
FBI在袭击发生前已经对两个袭击者连续多年进行监视，而当两人发动袭击时，卧底联邦特工就在他们身后不远的地方。 袭击中受伤的警卫在2017年10月对FBI提起诉讼，认为FBI应该对他的受伤负有部分责任。
袭击前，一个由互联网恐怖分子乔舒亚·瑞恩·戈德堡伪装的伊斯兰国支持者账号在网上发布了展览会的地图，并且呼吁他的粉丝对展览发动攻击。在发动攻击的当天上午，一名袭击者转发了戈德堡的推特。戈德堡在2017年12月被判决有罪，在他的认罪协议里，戈德堡为煽动针对多个新闻媒体发动攻击的行为负责。

## 背景

### 描繪穆罕默德的展覽與競賽

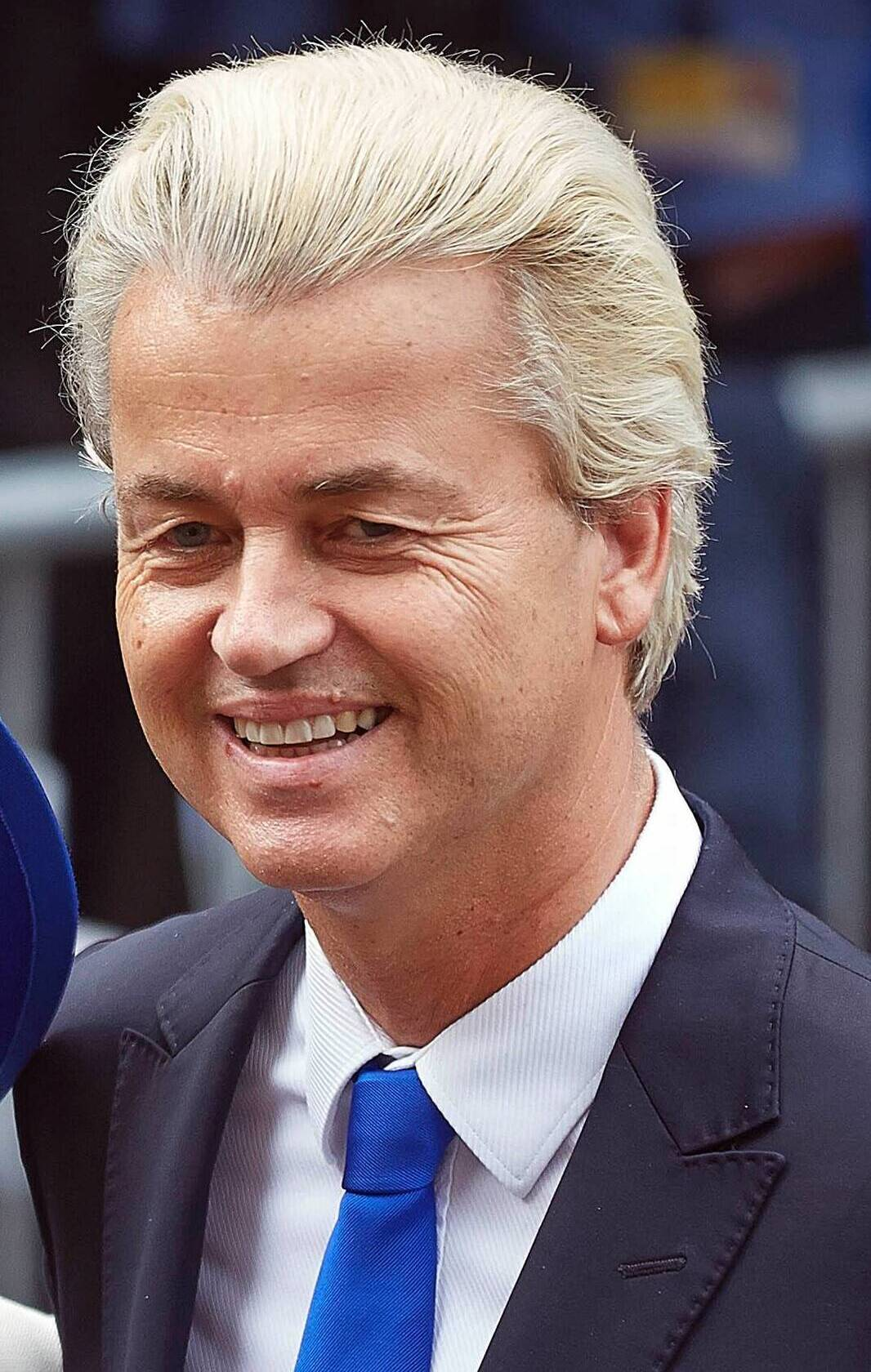
受邀於此次活動演講的荷蘭的政治人物基爾特·威爾德斯(資料照)

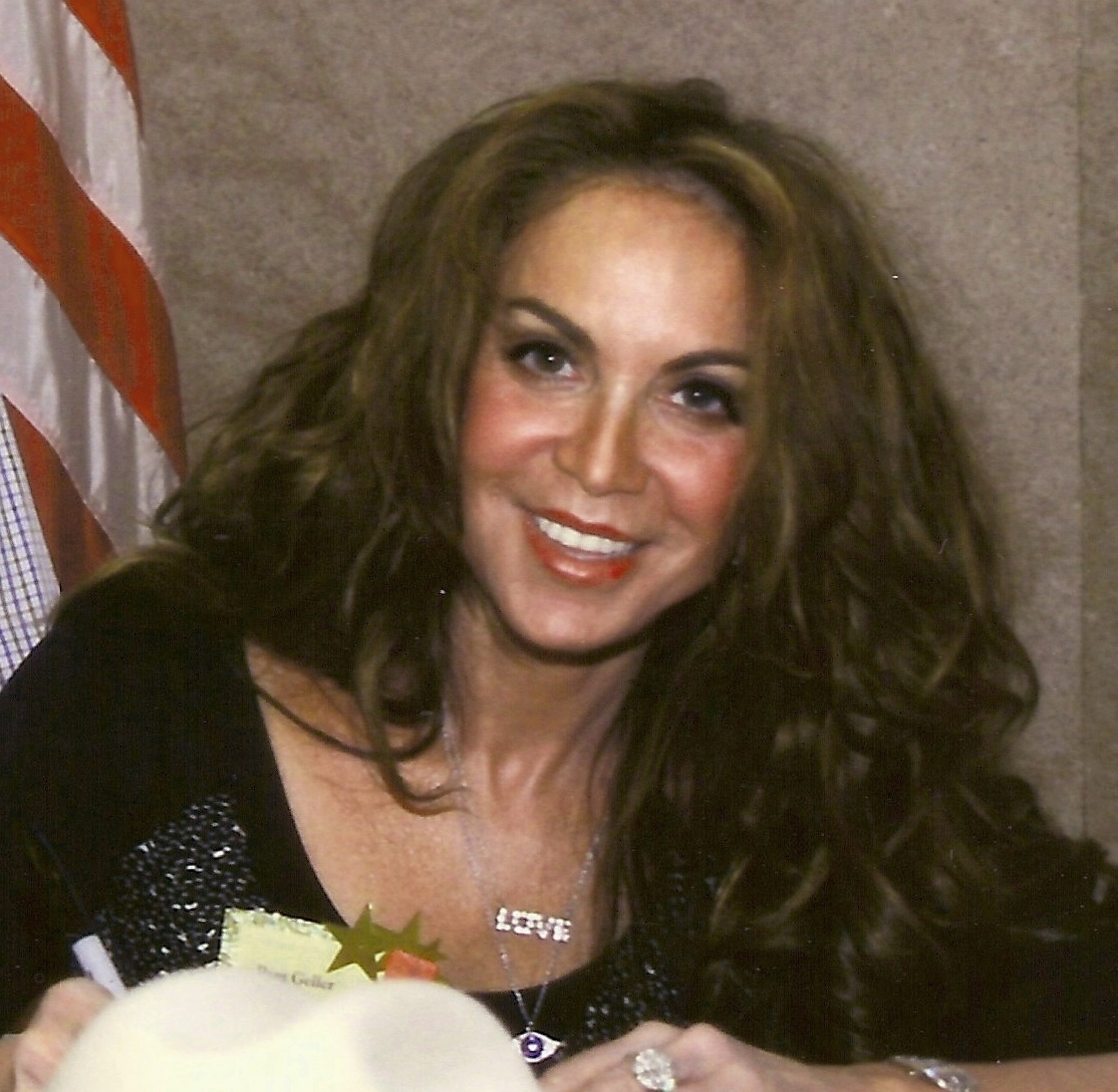
帕梅拉·蓋勒(資料照)

槍擊案的起因是源自於美國捍衛自由陣線所主辦的一項活動。該組織是一個極端反伊斯蘭團體。他們舉辦了「第一屆穆罕默德藝術競賽展」（First Annual Muhammad Art Exhibit and Contest），從350件描繪穆罕默德的動漫作品中選出首獎，並頒贈1萬美元；得主是一位前穆斯林，現為穆斯林批評者的漫畫家Bosch Fawstin，而他在本次競賽中總共創作了6件作品，獲得了12500美元的獎金。
本次活動邀請了帕梅拉·蓋勒和基爾特·威爾德斯演講。蓋勒是美國捍衛自由陣線的創辦人之一，威爾德斯則是一位荷蘭的國會議員，兩人都是著名的反伊斯蘭人士，兩位美國穆斯林議員凱斯·埃里森和安德烈·卡尔森曾試圖阻止威爾德斯入境美國出席此次活動，但並未成功。
而發起此次活動的原因，是因為4個月前，在法國的諷刺雜誌查理周刊，其總部遭到了恐怖攻擊，本次槍擊案發生時，柯蒂斯展演中心內有約200人出席了此次活動。

### 對伊斯蘭教的褻瀆
對於大多數穆斯林而言，任何描繪先知穆罕默德形象的作品，都具有褻瀆性質。

### 保安準備
本次活動的主辦單位，在事前便已支付了一萬美元，聘請40名未當值的警察與私人保安。而FBI、一個SWAT小組，與美國菸酒槍炮及爆裂物管理局也派員進駐，以防發生任何意外事故。據報導，當局在案發前沒有收到可信的攻擊威脅。

## 攻擊
在活動預定結束時間的下午七時前，兩名身穿防彈衣，手持突擊步槍的男子，拉開設置在展演中心前方的路障，自車內朝著停在一旁的警車開火，警車內一名沒有武裝的保全員受到槍擊。槍手被隨後趕到的加蘭警方和特勤人員擊斃。
加蘭獨立學區的新聞官證實傷者是58歲的Bruce Joiner，他被擊中腳踝；當晚9時，他在當地的一家醫院接受治療。
由於擔心嫌犯的車內可能裝有引爆裝置，警方疏散了當地的商家，封鎖了大範圍的區域，並派遣了拆彈小組到達現場，及三架直升機在上空搜索。一位身穿特警服裝的人員上台告知與會者活動結束，因為發生了槍擊案，有一名保安與兩名嫌犯受到槍擊。事後證實，嫌犯的車內並沒有炸藥。

## 槍手
本案的兩名槍手是30歲的艾爾頓·辛普森（Elton Simpson），和34歲的納迪爾·索菲（Nadir Soofi），都是亞利桑那州鳳凰城人，也是同住一間公寓的室友。槍擊案發生後，鳳凰城警方已開始搜索他們居住的公寓。